# (42487) Ångström
(42487) Ångström ist ein Asteroid des Hauptgürtels, der am 9. September 1991 von den deutschen Astronomen Freimut Börngen und Lutz D. Schmadel an der Thüringer Landessternwarte Tautenburg (IAU-Code 033) im Tautenburger Wald in Thüringen entdeckt wurde.
Der Asteroid wurde am 6. Januar 2003 nach dem schwedischen Astronomen und Physiker Anders Jonas Ångström (1814–1874) benannt, der das Sonnenspektrum erforschte und als Mitbegründer der Astrospektroskopie gilt. Die Maßeinheit Ångström (z. B. für die Angabe von Wellenlängen elektromagnetischer Strahlung), ein zehnmillionstel Millimeter, wurde nach ihm benannt.